# الخضيراء (السياني)

تعديل مصدري - تعديل

الخضيراء هي إحدى قرى عزلة عميد الخارج بمديرية السياني التابعة لمحافظة إب، بلغ تعداد سكانها 1227 نسمة حسب تعداد اليمن لعام 2004.